# Liste der Einträge im National Register of Historic Places im Irion County
Die Liste der Registered Historic Places im Irion County führt alle Bauwerke und historischen Stätten im texanischen Irion County auf, die in das National Register of Historic Places aufgenommen wurden.

## Aktuelle Einträge
| Lfd. Nr. | Name im NRHP            | Bild | Datum der Eintragung | Adresse/Lage | Ort      | NRHP-ID  | Beschreibung |
| -------- | ----------------------- | ---- | -------------------- | ------------ | -------- | -------- | ------------ |
| 1        | Irion County Courthouse |      | 29. Aug. 1977        | Public Sq.   | Sherwood | 77001455 |              |